# Park Garagnin-Fanfogna u Trogiru
Park Garagnin-Fanfogna se nalazi u Trogiru.

## Opis
Park Garagnin-Fanfogna u Trogiru uređen je krajem 18.st. na predijelu Travarica na kopnenom dijelu Trogira i jedno je od najznačajnijih ostvarenja klasicističke parkovne arhitekture, površine oko 84 x 164 m. Glavni ulaz je na jugozapadu uz zgrade nekadašnje konjušnice, a pomoćni ulaz na sjeveru uz vrtlarevu kućicu. Konjušnica je klasicistička građevina građena prema varijanti nacrta Gianantonija Selve. Na sjevernoj strani vrta je vrtlarova kućica. U istočnom ogradnom zidu ugrađena su 23 ulomka rimskih stela iz arheološke zbirke I. L. Garagnina. U perivoju nalaze se i sarkofag, torzo jedne rimske skulpture u togi, miljokaz i ara s erotima i natpisom Statilia Maxima iz sredine II. stoljeća.

## Zaštita
Pod oznakom Z-3880 zaveden je kao nepokretno kulturno dobro - kulturno-povijesna cjelina, pravna statusa zaštićena kulturnog dobra, klasificirano kao "baština vrtne arhitekture".